# Villenauxe-la-Grande
Pour les articles homonymes, voir Villenauxe.
Villenauxe-la-Grande est une commune française, située dans le département de l'Aube en région Grand Est.

## Géographie

### Situation
La ville est située à 15 km au nord-est de Nogent-sur-Seine aux confins des départements de Seine-et-Marne et de la Marne.

### Communes limitrophes
Les communes limitrophes sont Barbuise, Montpothier, Plessis-Barbuise, Montgenost, Nesle-la-Reposte et Louan-Villegruis-Fontaine.
| Louan-Villegruis-Fontaine (Seine-et-Marne) | Nesle-la-Reposte (Marne) |                    |
|                                            | Villenauxe-la-Grande     | Montgenost (Marne) |
| Montpothier                                | Barbuise                 | Plessis-Barbuise   |

### Lieux-dits et écarts
- La Grange Guillaume, Les Mignons

### Relief et géologie
Villenauxe-la-Grande est située au creux d’un vallon bâtie sur des couches argiles (qui partent de Sézanne dans la Marne et vont jusqu'à Montereau-Fault-Yonne en Seine-et-Marne) et un support crayeux (calcaire).

### Hydrographie

#### Réseau hydrographique
La commune est dans la région hydrographique « la Seine de sa source au confluent de l'Oise (exclu) » au sein du bassin Seine-Normandie. Elle est drainée par la Noxe, le ruisseau de la Traconne, la Noxe, la Noxe et le ru du Grand Ravin,.
La Noxe, d'une longueur de 33 km, prend sa source dans la commune de Le Meix-Saint-Epoing et se jette  dans la Seine à Nogent-sur-Seine, après avoir traversé huit communes. 

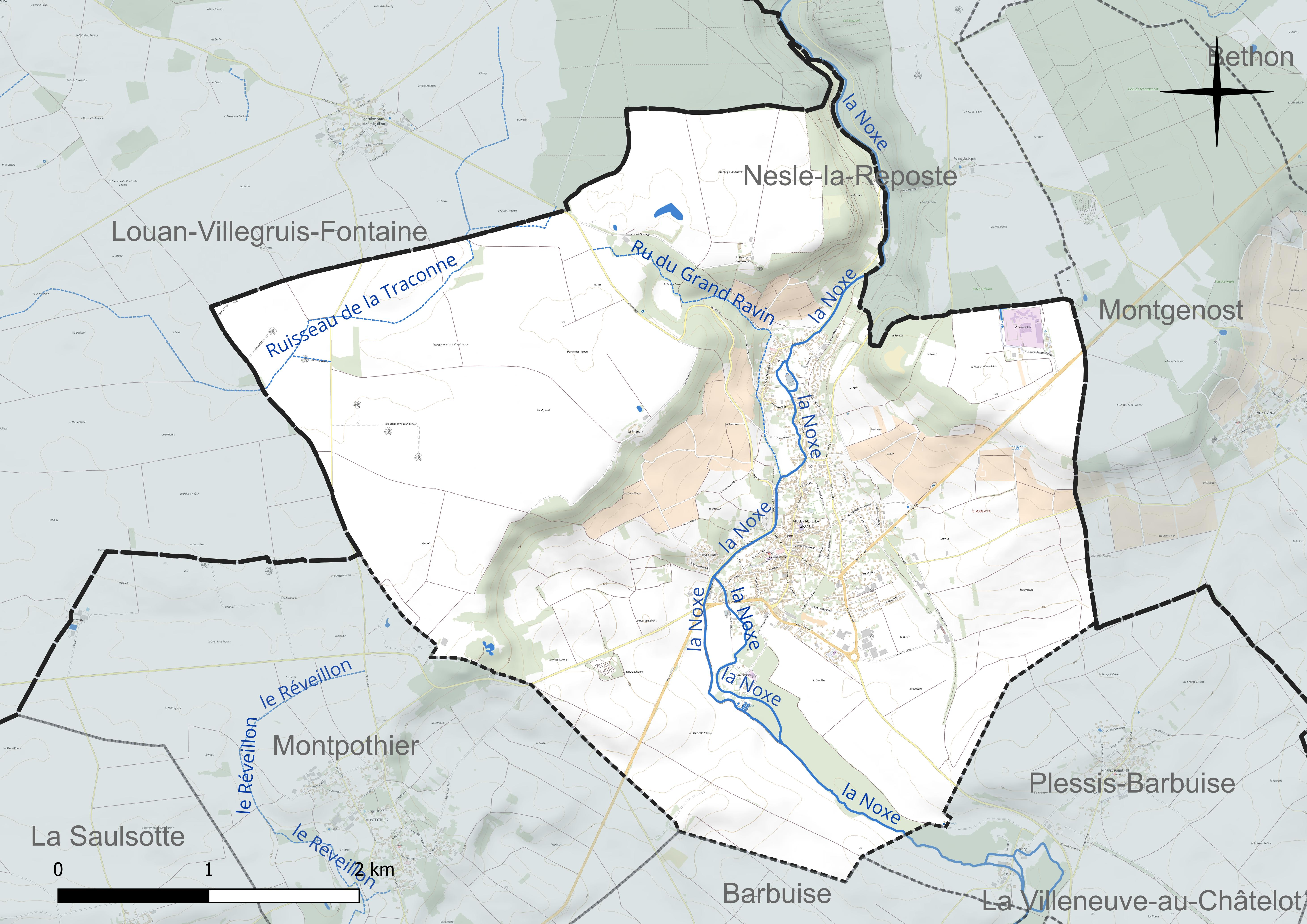
Réseau hydrographique de Villenauxe-la-Grande.

#### Gestion et qualité des eaux
Le territoire communal est couvert par le schéma d'aménagement et de gestion des eaux (SAGE) « Bassée Voulzie ». Ce document de planification concerne le territoire du bassin versant de l'Armançon qui s’étend sur 1 710 km2 et se répartit sur trois départements (l'Aube, l'Yonne et la Marne). Le périmètre a été arrêté le 2 septembre 2016, le diagnostic a été validé le 29 novembre 2022. La structure porteuse de l'élaboration et de la mise en œuvre est le Syndicat mixte ouvert de l’eau potable, de l’assainissement collectif, de l’assainissement non collectif, des milieux aquatiques et de la démoustication (SDDEA), dont le siège est à Troyes. 
La qualité des cours d’eau peut être consultée sur un site dédié géré par les agences de l’eau et l’Agence française pour la biodiversité. 

### Climat
Pour des articles plus généraux, voir Climat du Grand Est et Climat de l'Aube.
En 2010, le climat de la commune est de type climat océanique dégradé des plaines du Centre et du Nord, selon une étude du Centre national de la recherche scientifique s'appuyant sur une série de données couvrant la période 1971-2000. En 2020, Météo-France publie une typologie des climats de la France métropolitaine dans laquelle la commune est exposée à un climat océanique altéré et est dans la région climatique  Nord-est du bassin Parisien, caractérisée par un ensoleillement médiocre, une pluviométrie moyenne régulièrement répartie au cours de l’année et un hiver froid (3 °C). 
Pour la période 1971-2000, la température annuelle moyenne est de 10,8 °C, avec une amplitude thermique annuelle de 15,2 °C. Le cumul annuel moyen de précipitations est de 717 mm, avec 11,9 jours de précipitations en janvier et 7,9 jours en juillet. Pour la période 1991-2020, la température moyenne annuelle observée sur la station météorologique de Météo-France la plus proche, « Romilly », sur la commune de Romilly-sur-Seine à 15 km à vol d'oiseau, est de 11,2 °C et le cumul annuel moyen de précipitations est de 619,5 mm. 
La température maximale relevée sur cette station est de 42,3 °C, atteinte le 25 juillet 2019 ; la température minimale est de −25,2 °C, atteinte le 6 janvier 1971,,. 
Les paramètres climatiques de la commune ont été estimés pour le milieu du siècle (2041-2070) selon différents scénarios d'émission de gaz à effet de serre à partir des nouvelles projections climatiques de référence DRIAS-2020. Ils sont consultables sur un site dédié publié par Météo-France en novembre 2022.

## Urbanisme

### Typologie
Au 1er janvier 2024, Villenauxe-la-Grande est catégorisée bourg rural, selon la nouvelle grille communale de densité à 7 niveaux définie par l'Insee en 2022.
Elle appartient à l'unité urbaine de Villenauxe-la-Grande, une unité urbaine monocommunale constituant une ville isolée,. La commune est en outre hors attraction des villes,.

### Occupation des sols
L'occupation des sols de la commune, telle qu'elle ressort de la base de données européenne d’occupation biophysique des sols Corine Land Cover (CLC), est marquée par l'importance des territoires agricoles (78,8 % en 2018), une proportion sensiblement équivalente à celle de 1990 (78,9 %). La répartition détaillée en 2018 est la suivante : 
terres arables (69,8 %), forêts (12,8 %), zones urbanisées (8,4 %), cultures permanentes (6,9 %), zones agricoles hétérogènes (2 %). L'évolution de l’occupation des sols de la commune et de ses infrastructures peut être observée sur les différentes représentations cartographiques du territoire : la carte de Cassini (XVIIIe siècle), la carte d'état-major (1820-1866) et les cartes ou photos aériennes de l'IGN pour la période actuelle (1950 à aujourd'hui).

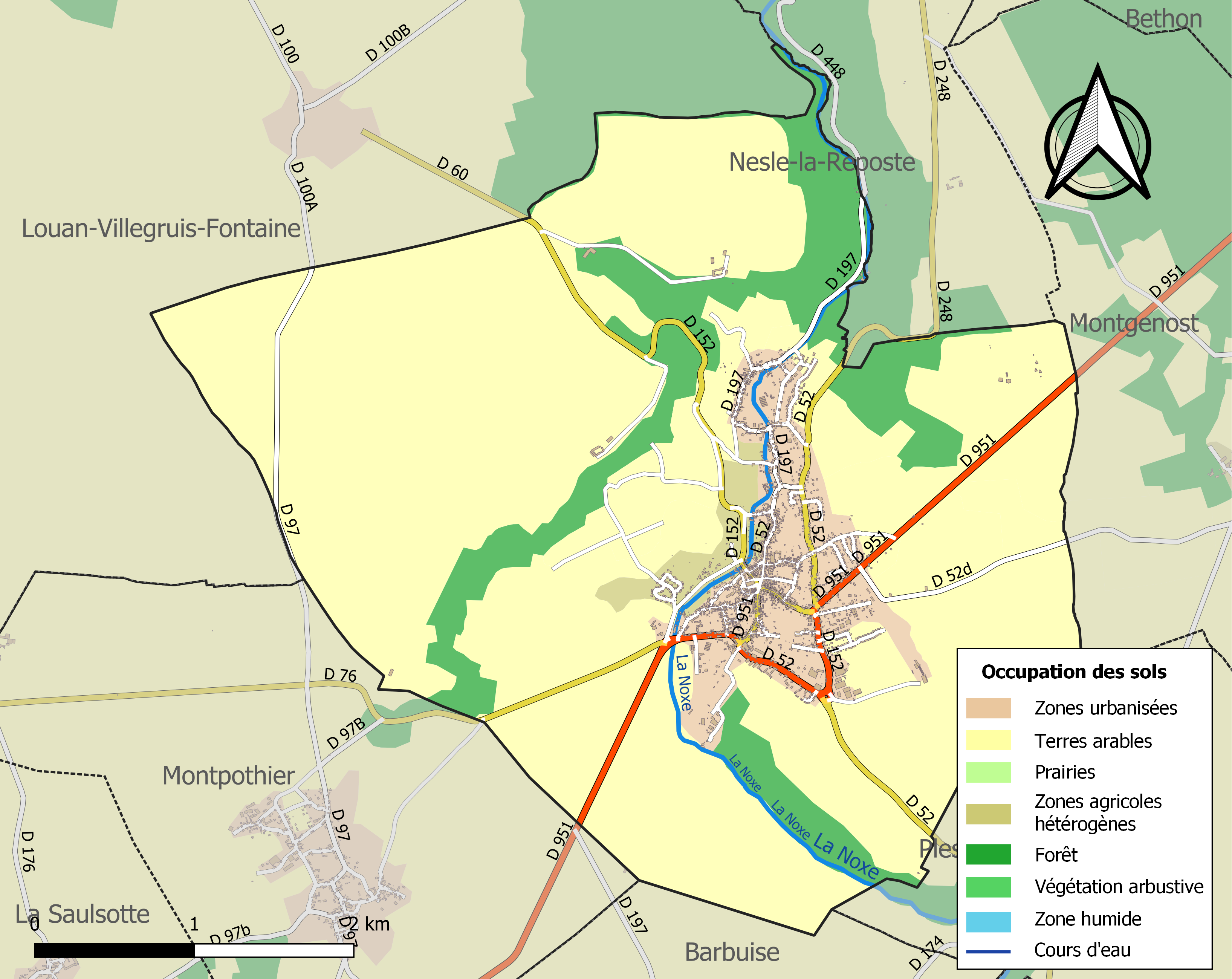
Carte des infrastructures et de l'occupation des sols de la commune en 2018 (CLC).

## Toponymie
- Villenaux en 1793, Villenauxe en 1801, Villenauxe-la-Grande en 1957[17].

## Histoire
Issue d'une antique Villonisa, le bourg de Villenauxe, devenu Villenauxe-la-Grande lors de son rapprochement avec le bourg voisin de Dival, se développa à partir du XVIe siècle, lorsque François Ier autorisa la cité à se fortifier en 1537, elle avait quatre portes : Saint-Jean, Saint-Martin, de Provins et du faubourg de Nesle.
Elle servit de refuge aux moines de l'abbaye de Nesle-la-Reposte en leur maison de la rue du Perey, elle y fut transférée à partir de 1674 et y installèrent leur portail roman qui venait de Nesle, des écuries, une boulangerie, des celliers, cuverie et pressoir. Une maison seigneuriale est dite Maison de l'Epée.
Dans le village se trouvaient un pressoir seigneurial, une prison Grande rue, une halle et une fourche de justice place de l'église.
Au XIXè siècle découverte par les mineurs d'argile, d'une argile pouvant servir à la fabrication de faïence
Le 15 mars 1991, le centre de détention de Villenauxe-le-Grande, composé de deux bâtiments de 200 places, est ouvert. En 2009, un troisième bâtiment est inauguré faisant passer la capacité à 600 places. Le centre de détention représente à lui seul un quart de la population de Villenauxe-la-Grande.
Les communes de Villenauxe-la-Grande, dans l'Aube, et de Nesle-la-Reposte, dans la Marne, ont émis le souhait de fusionner sous le régime de la commune nouvelle, mais cette éventualité a été rejetée par la population en 2015.

## Politique et administration
Au milieu du XVIIe siècle, Villenauxe était le siège d'une élection qui dépendait de Troyes à laquelle elle fut réunie à la fin du XVIIe siècle. Elle avait une brigade de maréchaussée au XVIIIe siècle, une poste où les lettres arrivaient et partaient trois fois par semaine.
En 1789, le village dépendait de l'intendance et de la généralité de Châlons, de l'élection de Troyes et du bailliage de Sézanne.

### Liste des maires

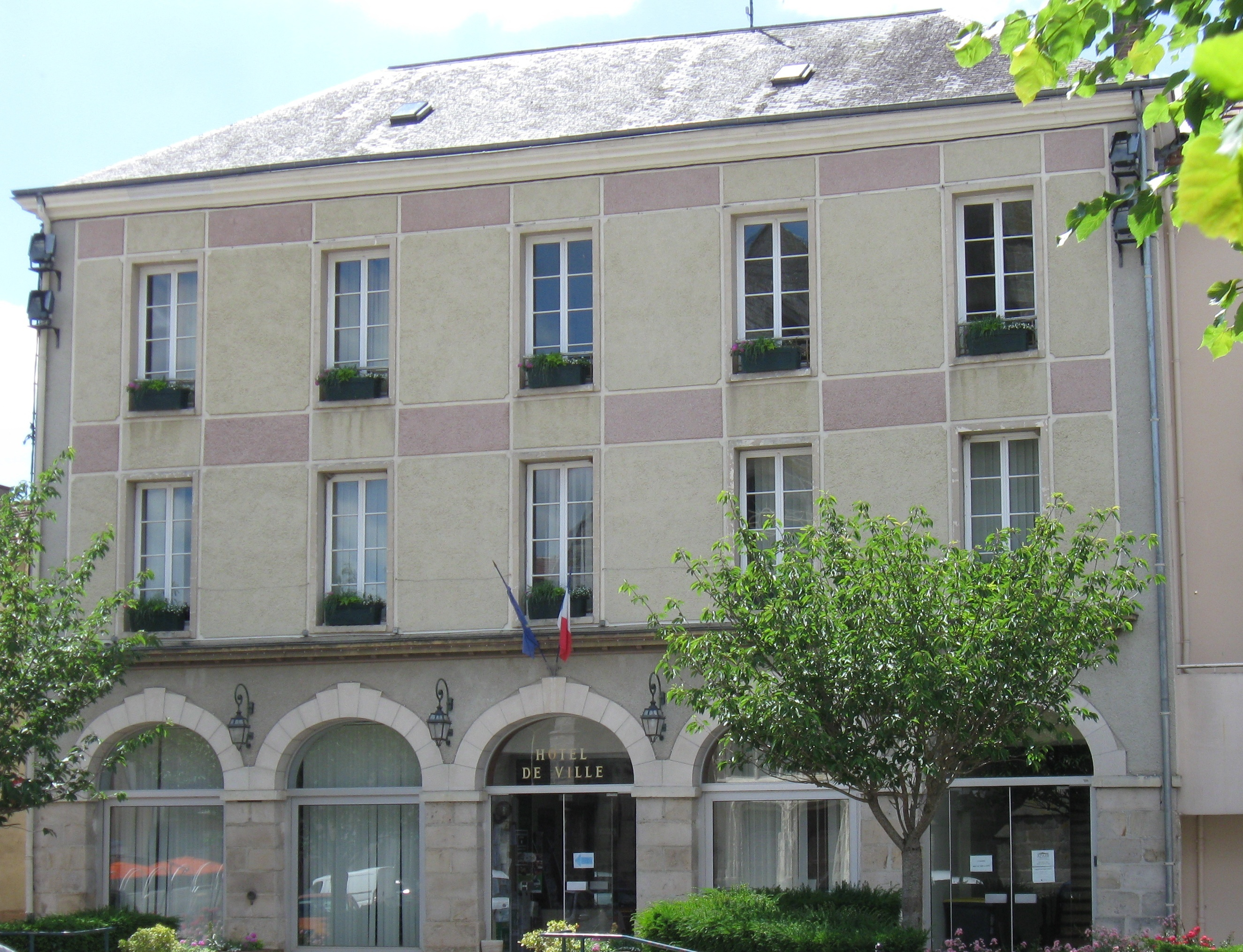
La mairie.

| Période                                  | Période  | Identité                              | Étiquette | Qualité                    |
| ---------------------------------------- | -------- | ------------------------------------- | --------- | -------------------------- |
| Les données manquantes sont à compléter. |          |                                       |           |                            |
| 1790                                     | 1791     | Claude Louis Naret                    |           |                            |
| 1791                                     | 1792     | Claude Edme Poupelier                 |           | Marchand épicier           |
| 1792                                     | 1795     | Nicolas François Jacob                |           | Avocat au Parlement        |
| 1795                                     | 1800     | Charles Théodore Geslin               |           | Marchand tanneur           |
| 1800                                     | 1808     | Claude Edme Poupelier                 |           | Marchand épicier           |
| 1808                                     | 1814     | Charles Théodore Geslin               |           | Marchand tanneur           |
| 1814                                     | 1816     | Théodore Joseph Alexandre Geslin      |           | Marchand tanneur           |
| 1816                                     | 1825     | Nicolas Joseph Corrard                |           | Marchand drapier           |
| 1825                                     | 1830     | Théodore Joseph Alexandre Geslin      |           | Marchand tanneur           |
| 1830                                     | 1830     | Augustin Jeanson                      |           | Notaire                    |
| 1830                                     | 1831     | Nicolas Louis Jacob                   |           | Notaire                    |
| 1831                                     | 1835     | François Antoine Marie Pierre Verrier |           | Propriétaire               |
| 1835                                     | 1840     | Pierre Joseph Poupelier               |           | Propriétaire               |
| 1840                                     | 1846     | Nicolas Louis Jacob                   |           | Notaire                    |
| 1846                                     | 1859     | Victor Marie Guyon                    |           | Négociant                  |
| 1859                                     | 1863     | Jean Ambroise Lignon                  |           | Notaire                    |
| 1863                                     | 1863     | Gustave Antoine Ronssin               |           | Propriétaire               |
| 1863                                     | 1869     | Charles Antoine Gabriel Roch          |           | Enseignant                 |
| 1869                                     | 1877     | Charles Alexandre Chenuat             |           | Propriétaire               |
| 1877                                     | 1886     | Charles Joseph Pigot                  |           | Pharmacien                 |
| 1886                                     | 1892     | Claude Joseph Gatelier                |           | Notaire                    |
| 1892                                     | 1892     | Isaïe Arsène Biche                    |           | Instituteur                |
| 1893                                     | 1908     | Prosper Eloi Guillon                  |           | Greffier de paix           |
| 1908                                     | 1919     | Louis Gaillard                        |           | Instituteur                |
| 1919                                     | 1925     | Henri Gabriel Beaugrand               |           | Agent d'assurances         |
| 1925                                     | 1929     | Camille Pierre Eugène Arbinet         |           | Notaire                    |
| 1929                                     | 1932     | Henri Gabriel Beaugrand               |           | Agent d'assurances         |
| 1932                                     | 1935     | Jules Léon Villuis                    |           | Entrepreneur de maçonnerie |
| 1935                                     | 1937     | Daniel Pierre Joseph Jacquier         |           | Exploitant de carrières    |
| 1937                                     | 1940     | Georges Louis Mirat                   |           | Retraité                   |
| 1940                                     | 1947     | Marcel Edmond Delahaye                |           | Meunier                    |
| 1947                                     | 1953     | Germaine Adrienne Bernot              |           | Secrétaire                 |
| 1953                                     | 1977     | Marcel Edmond Delahaye                |           | Meunier                    |
| 1977                                     | 1983     | Jacques Victor Charles Geslin         |           | Géomètre                   |
| 1983                                     | 2008     | Jean-Louis Waibel                     |           | Agent d'assurances         |
| 2008                                     | 2014     | Christophe Dham                       |           | Cadre supérieur            |
| 2014                                     | 2020     | Paul Bujar                            |           | Retraité                   |
| 2020                                     | en cours | Barbara Carpanese                     |           | Cadre                      |

### Jumelages
La commune est jumelée avec Flonheim dans la région de Hesse-rhénane RFA.

## Population et société

### Démographie

#### Évolution démographique
L'évolution du nombre d'habitants est connue à travers les recensements de la population effectués dans la commune depuis 1793. Pour les communes de moins de 10 000 habitants, une enquête de recensement portant sur toute la population est réalisée tous les cinq ans, les populations de référence des années intermédiaires étant quant à elles estimées par interpolation ou extrapolation. Pour la commune, le premier recensement exhaustif entrant dans le cadre du nouveau dispositif a été réalisé en 2006.

En 2022, la commune comptait 2 604 habitants, en évolution de −4,41 % par rapport à 2016 (Aube : +0,7 %, France hors Mayotte : +2,11 %).
| 1793  | 1800  | 1806  | 1821  | 1831  | 1836  | 1841  | 1846  | 1851  |
| ----- | ----- | ----- | ----- | ----- | ----- | ----- | ----- | ----- |
| 2 493 | 2 791 | 2 642 | 2 639 | 2 430 | 2 713 | 2 669 | 2 553 | 2 504 |

| 1856  | 1861  | 1866  | 1872  | 1876  | 1881  | 1886  | 1891  | 1896  |
| ----- | ----- | ----- | ----- | ----- | ----- | ----- | ----- | ----- |
| 2 435 | 2 508 | 2 530 | 2 361 | 2 287 | 2 259 | 2 344 | 2 347 | 2 339 |

| 1901  | 1906  | 1911  | 1921  | 1926  | 1931  | 1936  | 1946  | 1954  |
| ----- | ----- | ----- | ----- | ----- | ----- | ----- | ----- | ----- |
| 2 239 | 2 210 | 2 168 | 1 867 | 2 035 | 2 007 | 2 010 | 1 791 | 1 773 |

| 1962  | 1968  | 1975  | 1982  | 1990  | 1999  | 2006  | 2011  | 2016  |
| ----- | ----- | ----- | ----- | ----- | ----- | ----- | ----- | ----- |
| 1 925 | 2 017 | 1 852 | 1 818 | 2 135 | 2 666 | 2 760 | 2 808 | 2 724 |

| 2021  | 2022  | - | - | - | - | - | - | - |
| ----- | ----- | - | - | - | - | - | - | - |
| 2 645 | 2 604 | - | - | - | - | - | - | - |

#### Pyramide des âges
En 2018, le taux de personnes d'un âge inférieur à 30 ans s'élève à 35,4 %, soit au-dessus de la moyenne départementale (35,2 %). À l'inverse, le taux de personnes d'âge supérieur à 60 ans est de 26,3 % la même année, alors qu'il est de 27,7 % au niveau départemental.
En 2018, la commune comptait 1 498 hommes pour 1 229 femmes, soit un taux de 54,93 % d'hommes, largement supérieur au taux départemental (48,59 %).
Les pyramides des âges de la commune et du département s'établissent comme suit.
| Hommes | Classe d’âge | Femmes |
| ------ | ------------ | ------ |
| 1,0    | 90 ou +      | 2,7    |
| 6,3    | 75-89 ans    | 13,4   |
| 13,4   | 60-74 ans    | 17,1   |
| 16,3   | 45-59 ans    | 18,6   |
| 24,2   | 30-44 ans    | 17,2   |
| 24,7   | 15-29 ans    | 11,1   |
| 14,2   | 0-14 ans     | 20,0   |

| Hommes | Classe d’âge | Femmes |
| ------ | ------------ | ------ |
| 0,8    | 90 ou +      | 2,1    |
| 7,4    | 75-89 ans    | 10,2   |
| 17,4   | 60-74 ans    | 18,4   |
| 19,4   | 45-59 ans    | 19     |
| 17,8   | 30-44 ans    | 17,3   |
| 18,3   | 15-29 ans    | 15,9   |
| 19     | 0-14 ans     | 17,1   |

### Manifestations culturelles et festivités
Le bourg propose tout au long de l'année des manifestations culturelles d'échelle locale (expositions, spectacles, pièces de théâtre...) et des rendez-vous récurrents.
On peut citer :
- Le Printemps des Poètes

Depuis 2015, Villenauxe-la-Grande propose durant le mois de mars des événements autour de l'art poétique pour petits et grands (ateliers poésie, déclamations de poèmes en musique, concerts...) dans le cadre de la manifestation nationale "Le printemps des Poètes".
- La foire de Pâques

Fête foraine et foire traditionnelle héritière des grandes foires médiévales, la Foire de Pâques a lieu chaque année en centre-ville le week-end de Pâques.
- La fête de Dival

La première édition de la fête de Dival eut lieu en 1945. Depuis, chaque premier week-end du mois de mai, le quartier de Dival propose une fête patronale conviviale dans la veine des festivités d'autrefois, avec concours de pétanque, expositions, manèges, randonnées, etc.
- Éco-Festival en Noxe

Chaque année depuis 2008 a lieu l'Éco-Festival en Noxe, dont le but est de promouvoir des "idées vertes" ainsi que la protection de l'environnement, sans élitisme et dans une ambiance festive. L'événement a lieu le premier week-end du mois de juin et s'organise autour d'un thème pour proposer ateliers, exposition, concerts, activités ludiques ou sportives, conférences et spectacles ainsi qu'un marché éco-commerçant et une restauration bio sur place.
En 2015, l'événement a  eu lieu les 5, 6 et 7 juin. En son occasion ont été remis des prix du fleurissement ; une visite des vignes bio de la maison de champagne Barrat-Masson a également été organisée. Une randonnée nocturne a également été organisée par l'USV Rando, association sportive locale. Une brocante solidaire de l'association  Le Foyer Aubois a aussi eu lieu.
- Festival Les Rockaldo's

Le Festival « Les Rockaldo's » a vu le jour en 2005. Il est organisé chaque été par l’association Les Rockaldo's et propose des concerts de groupes de genres musicaux variés : rock, funk, reggae, rock celtique. Le festival réunit chaque été plusieurs centaines de personnes. Depuis 2015, il est possible pour les festivaliers de camper sur le site.
- Fête de la Gastronomie

Dans le cadre de la Fête de la Gastronomie, en septembre, la municipalité organise chaque année depuis 2013 une randonnée gourmande nocturne autour d'un thème, de préférence en lien avec l'actualité culturelle locale.
En 2014 le thème était : « Napoléon dans l'Aube »  à l'occasion du bicentenaire Napoléon 2014 et en 2015 le thème était « Vitrail » pour célébrer le dixième anniversaire des vitraux de l'église de Villenauxe-la-Grande, réalisés en 2005 par l'artiste britannique David Tremlett et les maîtres verriers de l'atelier rémois Simon-Marq.
- Noël Magique

Depuis 2014, la municipalité, l'association des commerçants UCAV, le comité des Fêtes et les associations villenauxoises s'associent pour proposer durant tous les weekends de décembre jusqu'à Noël divers événements : Marché de Noël proposant exclusivement des produits du terroir, de l'artisanat et de l'art, concerts, salon de la gastronomie, spectacles pour enfants, portes-ouvertes des maisons de Champagne, etc.

## Économie

### Économie liée à l'extraction et au travail de l'argile
Du milieu du XIXe siècle à la fin du XXe, l'économie de Villenauxe-la-Grande s'appuyait sur l'exploitation du sous-sol local, riche en argile. Des mines d'argiles et une manufacture de porcelaine existaient sur le territoire de la commune et étaient le bassin d'emploi principal du bourg. On estime qu'au premier quart du XXe siècle, la manufacture de Villenauxe-la-Grande était un acteur majeur dans la fabrication de « souvenirs du bord de mer » et autres objets de souvenir pour sites touristiques. La production locale était distribuée dans presque toutes les stations balnéaires et stations de ski de France, ainsi qu'en Espagne et en Italie.
Ces deux secteurs d'activité ont périclité en raison de la mécanisation du travail de mineur pour l'extraction d'argile et en raison d'un défaut d'adaptation aux nouvelles exigences du marché pour la manufacture de porcelaine, qui a subi la concurrence rude des usines de production de masse, en particulier asiatiques.
Aujourd'hui, l'exploitation de l'argile de Villenauxe-la-Grande et la poterie emploient moins de dix personnes (contre près de la moitié des actifs au début du XXe siècle).

### Vignoble de champagne
Le vignoble de Villenauxe-la-Grande a reçu l'appellation « Champagne » dans les années 1970, ce qui a fait de Villenauxe-la-Grande la première Ville de Champagne sur la route de Paris à Épernay.
Quatre maisons de Champagne sont établies dans la commune, dont une exploitation produisant du vin issu de l'agriculture biologique. 

## Culture locale et patrimoine

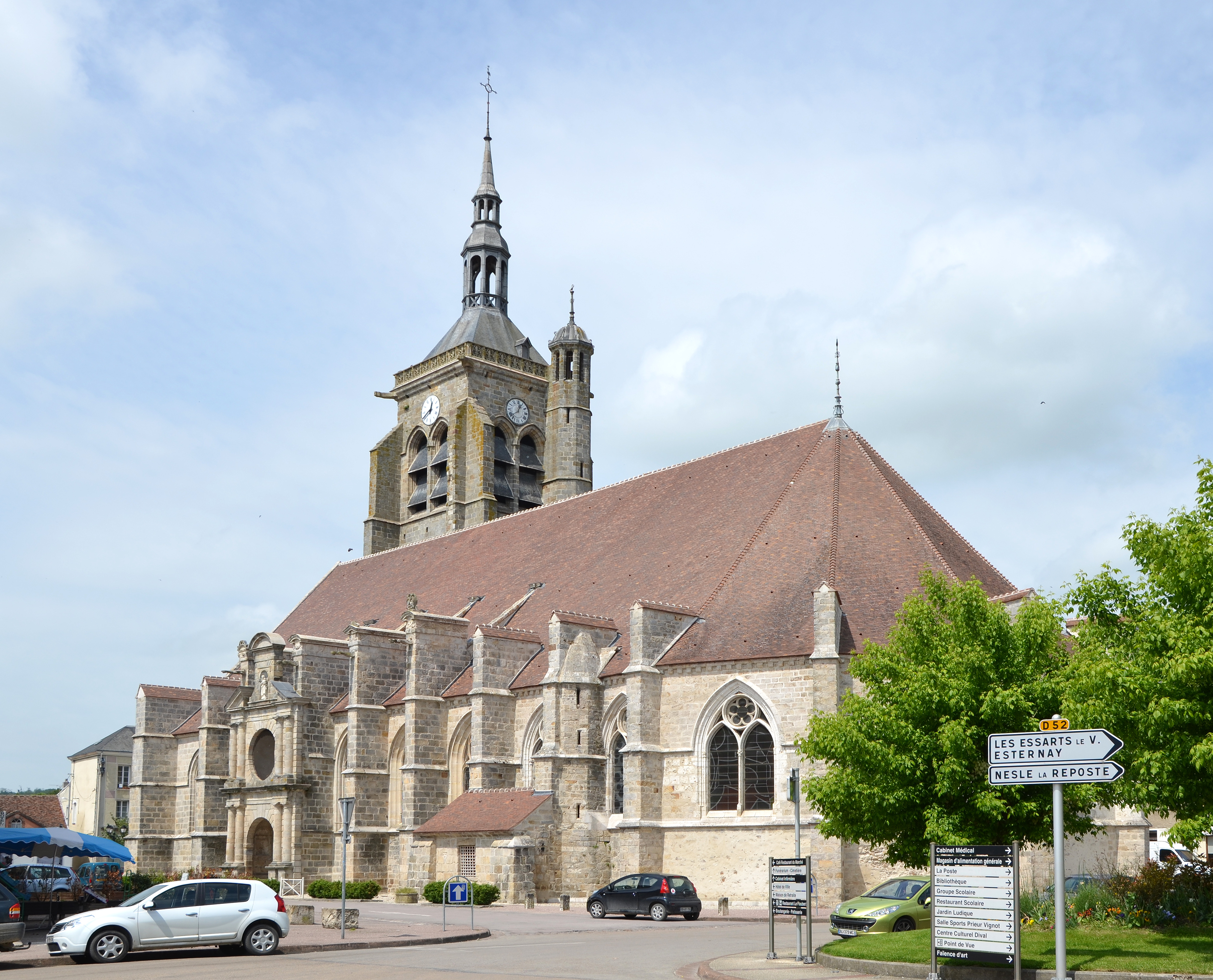
L'église Saint-Pierre-et-Saint-Paul.

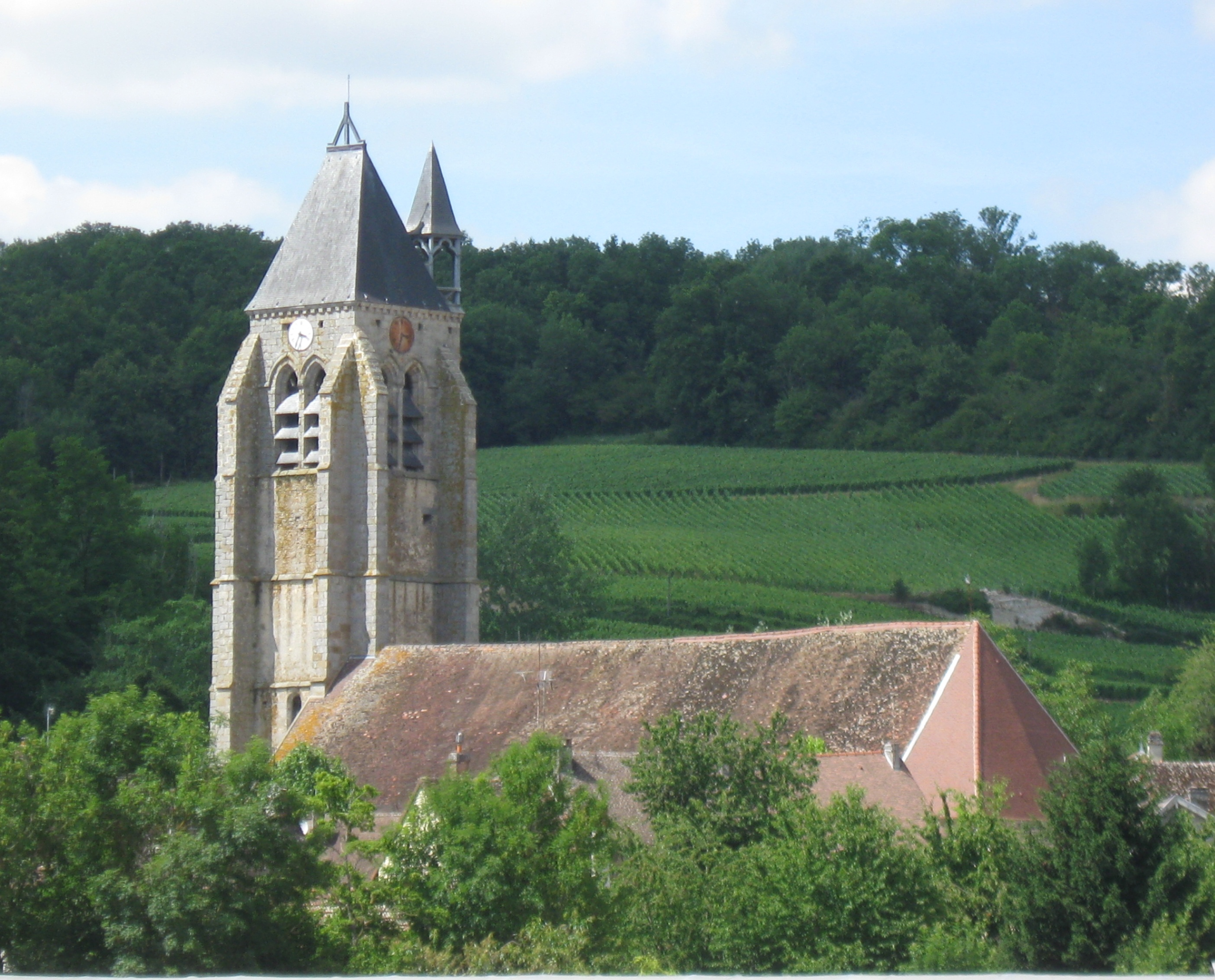
L'église Saint-Jacques.

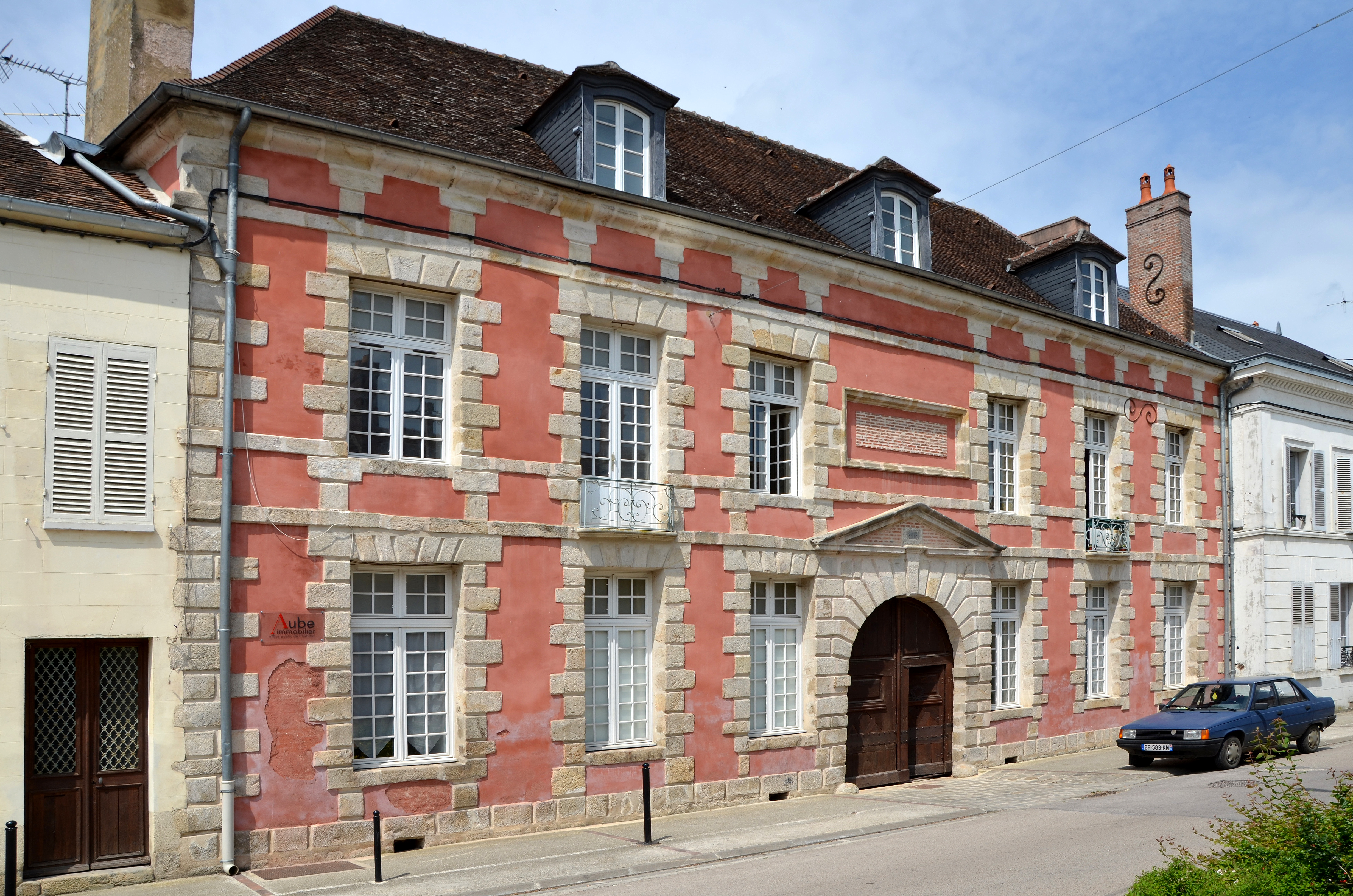
Maison du XVIIe siècle.

### Lieux et monuments
- L'église Saint-Pierre-et-Saint-Paul fait l’objet d’un classement au titre des monuments historiques par la liste de 1840[29],[30].

Le 24 octobre 2005 a lieu l'inauguration des vitraux de l'église Saint-Pierre-et-Saint-Paul, créés par David Tremlett et réalisés par les maîtres-verriers Benoît et Stéphanie Marq (Atelier Simon Marq/Reims). Cette réalisation concerne l’ensemble des 24 baies de l’église, soit une surface d’environ 200 m2. Le concept de la création repose, pour David Tremlett, sur l’association entre formes architectoniques et couleurs. Doter cette église du XVe siècle de vitraux contemporains s’inscrit dans la continuité d’une tradition solidement ancrée en Champagne-Ardenne. Cette région est, en effet, riche en verrières anciennes.
- L'église Saint-Jacques-le-Majeur inscrite au titre des monuments historiques en 1927[31] et utilisée comme centre culturel depuis 1985.
- Maison 44 rue du Perrey du XVIIe siècle inscrite partiellement au titre des monuments historiques en 1996[32].

### Musée
- Écomusée consacré à la céramique et à l'exploitation d'argile à Villenauxe et alentours situé place Georges-Clémenceau.

### Personnalités liées à la commune
- Émile Taillebois (1841-1892), archéologue et numismate.
- Jean Girault (1924-1982), réalisateur et scénariste de film.
- Hervé Bazin (1911-1996), écrivain français, y posséda une maison de 1949 à 1952 et brigua, sans succès, le poste de maire dans les mêmes années[33],[34].
- Joseph Le Guluche (1849-1915), sculpteur français.
- Juliette Mills (née en 1946), actrice et artiste peintre française, anime un atelier d'art et de création artistique.

### Héraldique, devise et logotype
|  | Les armes de la ville portent : D’azur au chef denché d’or chargé d’un lion léopardé de sable, armé et lampassé de gueules. |